# チャージャー (護衛空母)
|          |                                          |
| 艦歴     |                                          |
| 発注     |                                          |
| 起工     | 1940年1月19日                            |
| 進水     | 1941年3月1日                             |
| 就役     | 1942年3月3日                             |
| 退役     | 1946年3月15日                            |
| その後   | 商船に転換後1969年にスクラップとして売却 |
| 性能諸元 |                                          |
| 排水量   | 8,000 トン                               |
| 全長     | 150 m (492 ft)                           |
| 全幅     | 21.2 m (69.5 ft)、最大幅 34.1 m (112 ft) |
| 吃水     | 8 m (26.25 ft)                           |
| 機関     |                                          |
| 最大速   | 17 ノット                                |
| 航続距離 |                                          |
| 乗員     | 士官、兵員856名                          |
| 兵装     | 5インチ砲1基                             |
| 艦載機   | 30以上                                   |

チャージャー (USS Charger, AVG-4/AVG/ACV/CVE-30) は、アメリカ海軍の護衛空母。アヴェンジャー級航空母艦の同型艦であり、アメリカ海軍においては1艦1級の型である。
アメリカは民間で建造した戦時標準貨物船4隻を徴発し、ロング・アイランドを元に護衛空母として改装を行い、レンドリース法に基いてイギリス海軍に貸与した。貸与の際にイギリス海軍は艦名を変更した。工事中、アメリカに返還されたチャージャーを除いて、姉妹艦の3隻はイギリス海軍でアヴェンジャー級として使用された。

## 艦歴
チャージャーは1940年1月19日、貨物船「リオ・デ・ラ・プラタ（Rio de la Plata）」としてペンシルベニア州チェスターのサン造船&乾ドック社で起工、1941年3月1日にF・エスピル夫人によって進水。その後イギリスへ護衛空母として貸与するための改装工事を開始し、HMS チャージャー(BAVG-4)としてジョージ・アーベル＝スミス艦長の指揮下就役するが1941年10月4日にアメリカ海軍に返還され、1942年1月24日にAVG-30（特務艦、航空機搭載護衛艦）に分類される。1942年3月3日、T・L・スプレイグ艦長の指揮下就役し、大西洋艦隊に配備された。
チャージャーは大戦の全期に渡ってチェサピーク湾で乗員及びパイロットの基礎的な訓練を行うことを任務とした。チャージャーで訓練を終えた兵は大西洋での対潜水艦任務に従事した。1942年8月20日にチャージャーはACV-30（特務艦、補助航空母艦）に類別変更される。翌1943年7月15日にはCVE-30（空母、護衛航空母艦）に再び類別変更された。チャージャーはチェサピーク湾を二度離れ、一度目は1942年10月にバミューダへの輸送任務に従事し、もう一度は1945年9月にグアンタナモ湾へ向けての任務に従事した。
チャージャーは1946年3月15日にニューヨークで退役し、1947年1月30日に売却、貨物船「フェアシー（Fairsea）」と改名するが、1969年1月29日に機関室で火災を起こし航行不能となり、修理部品の不足から同年イタリアでスクラップとして売却された。

## 同型艦
アヴェンジャー級護衛空母
- リオ・ハドソン（Rio Hadson) → アヴェンジャー （HMS Avenger, BAVG-2）
- リオ・パラナ（Rio Parana) → バイター （HMS Biter, BAVG-3）
- リオ・デ・ジャネイロ（Rio de Janeiro) → ダッシャー（HMS Dasher, BAVG-5）